# Médersa Tilla Kari
La médersa Tilla Kari' ou médersa Tilla Qari (ouzbek : Tillа Qori madrasasi ou médersa couverte d'or) est un bâtiment dédié au culte et à l'enseignement, édifié au XVIIe siècle, à Samarcande, sur la place du Régistan. Elle forme un ensemble architectural avec la médersa Ulugh Beg et la médersa Cher-Dor. En 2001, en même temps que plusieurs autres monuments de Samarcande, elle a été inscrite dans la liste du Patrimoine mondial de l'UNESCO.

## Histoire

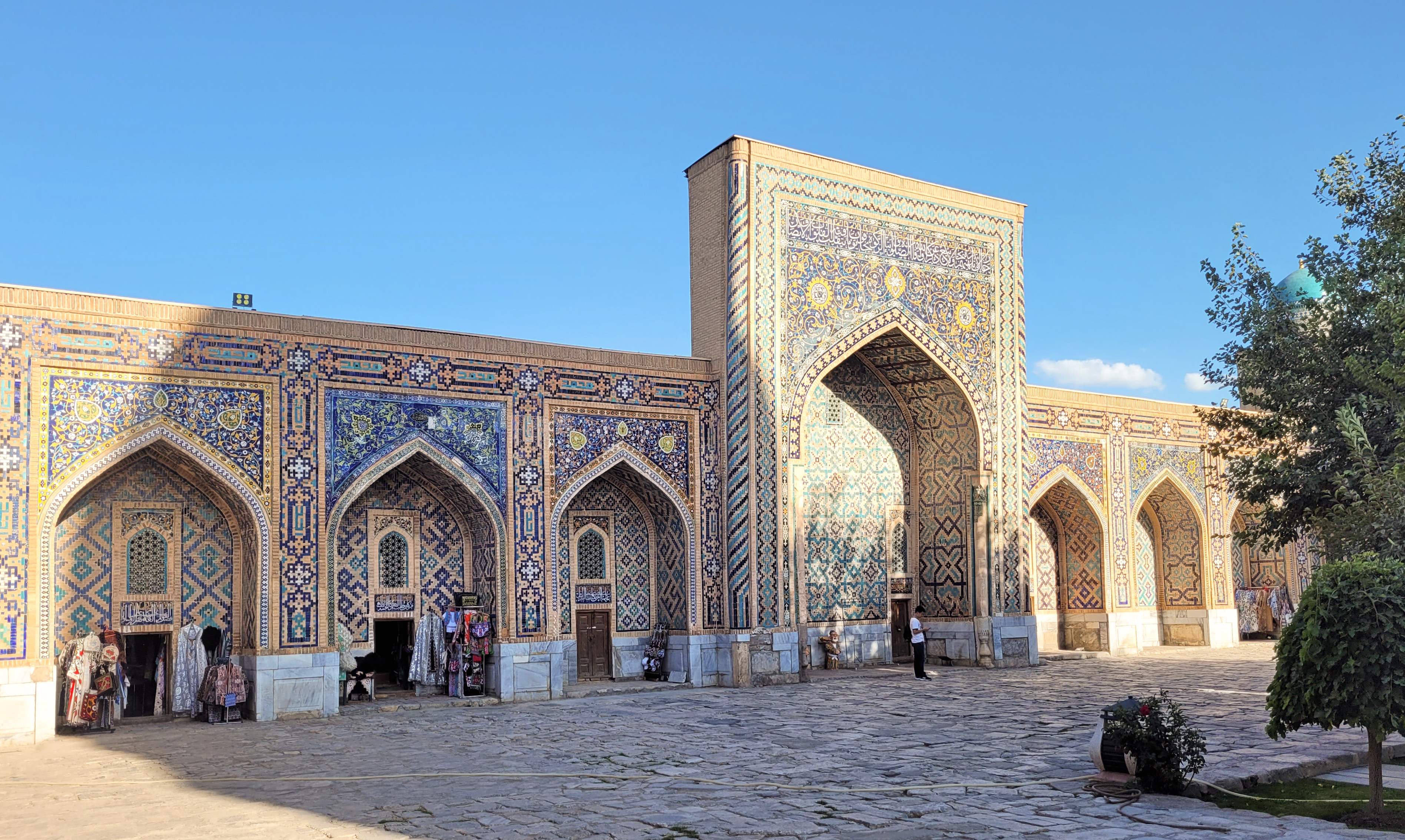
Vue intérieure de la cour
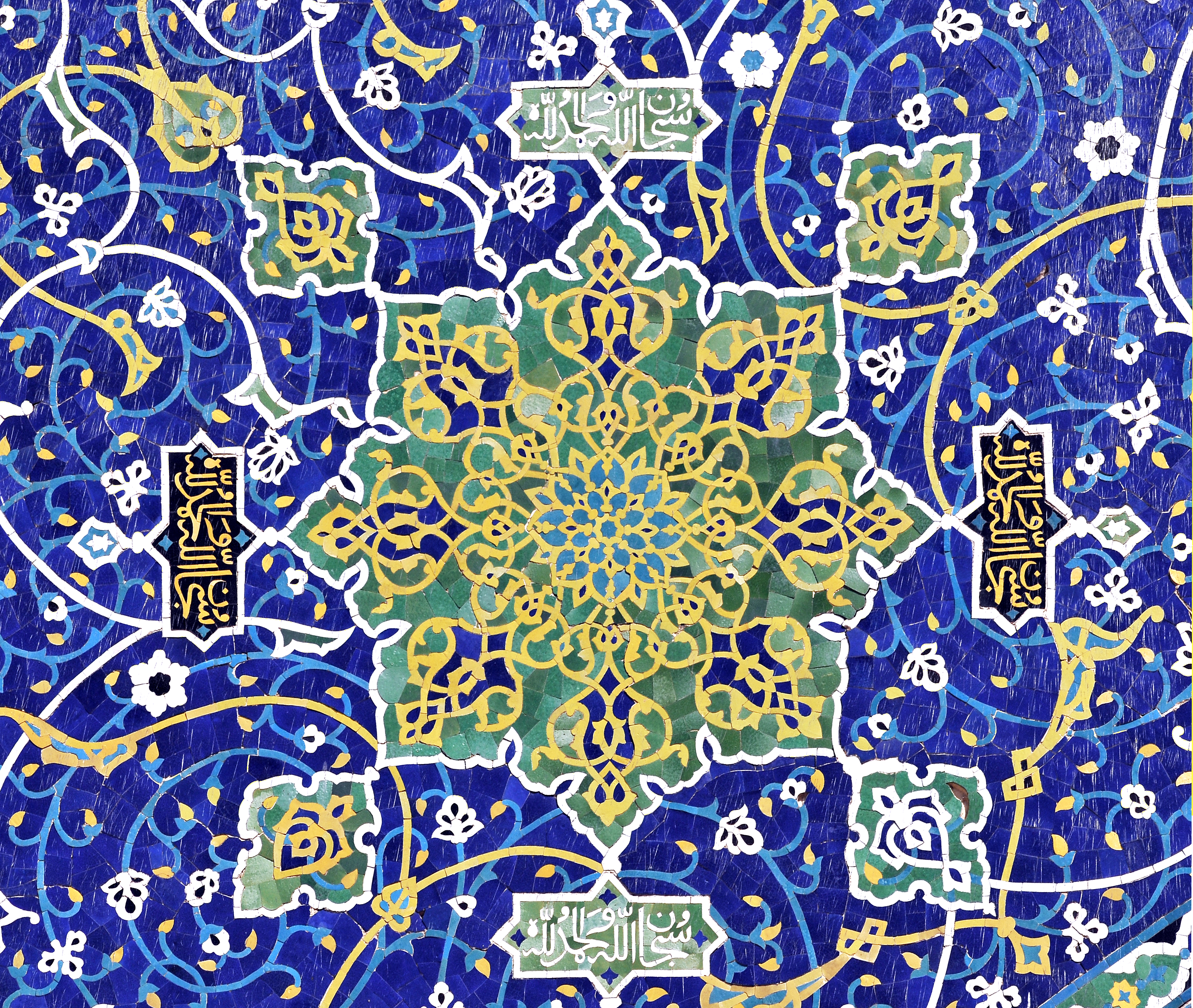
Décoration de la médersa
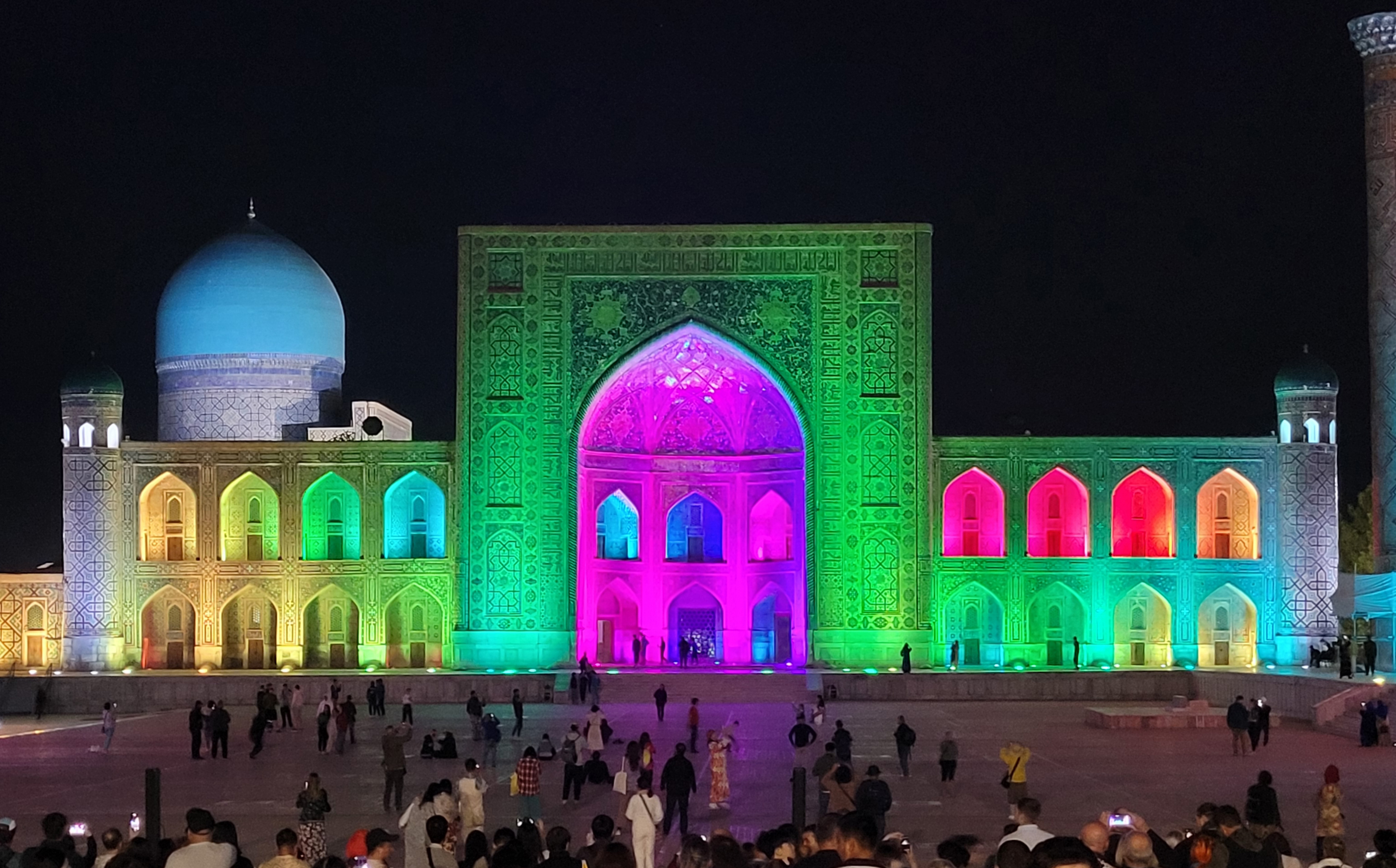
La médersa de nuit

La construction de la medersa Tilla-Kari a débuté en 1646 sur ordre du souverain (hakim) de Samarcande Yalangtouch Bakhadour (ru), d'origine ouzbeke,, à l'emplacement du caravansérail Mirzoï construit au XVe siècle, fortement délabré, en utilisant partiellement les débris des fondations et de murs. Au moment du début de la construction, les mosquées de Samarcande étaient en ruines et il a été décidé de joindre à la médersa, haute école spirituelle, une mosquée du vendredi (Jama Masjid). Les travaux de construction et de finition ont duré 14 ans et se sont achevés en 1660 après la mort de Yalangtouch Bakhadour. C'est probablement ce décès qui a fait que le dôme extérieur n'a jamais été achevé et est resté d'une hauteur moitié moindre que celle prévue à l'origine. Mais la construction de la médersa Tilla Kari a achevé la conception d'ensemble de la place Régistan de Samarcande et lui a donné son aspect final.

### Tremblement de terre et restauration
Au XIXe siècle, en 1817-1818, le bâtiment de la médersa a été endommagé par un violent tremblement de terre. Le portail d'entrée a été la partie la plus endommagée. Sa partie supérieure s'est effondrée avec le tympan. Sur ordre de l'émir Haydar (en), le portail a été restauré, mais sans pouvoir, à l'époque, reconstituer l'ensemble de la décoration de faïence. Au début du XXe siècle, la majeure partie du revêtement de la médersa était perdue. Les premières restaurations ont commencé dans les années 1920. Au début des années 1930, des travaux ses sont poursuivis pour restaurer les façades extérieures. Durant les années 1950—1958 ce sont les façades de la cour de la médersa et le tambour du dôme qui ont été restaurés. Dans la première moitié des années 1970, le décor du tympan du portail principal a été restauré ainsi que le dôme extérieur de la mosquée. En 1979, les travaux de restauration des peintures de l'intérieur de la mosquée ont été achevés. Actuellement, la médersa accueille un musée consacré à la restauration de la place du Régistan de Samarcande.

## Architecture

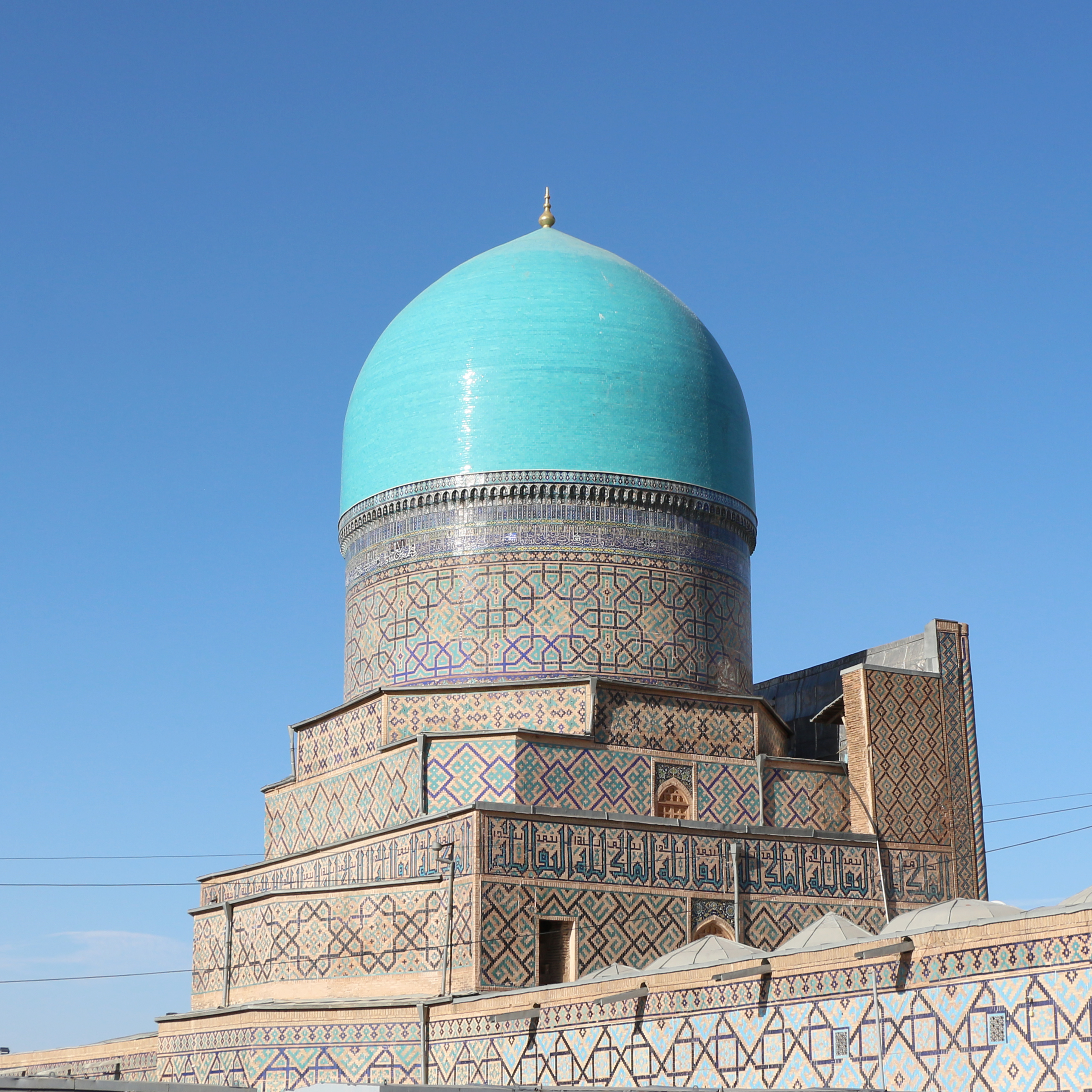
Dôme de la médersa
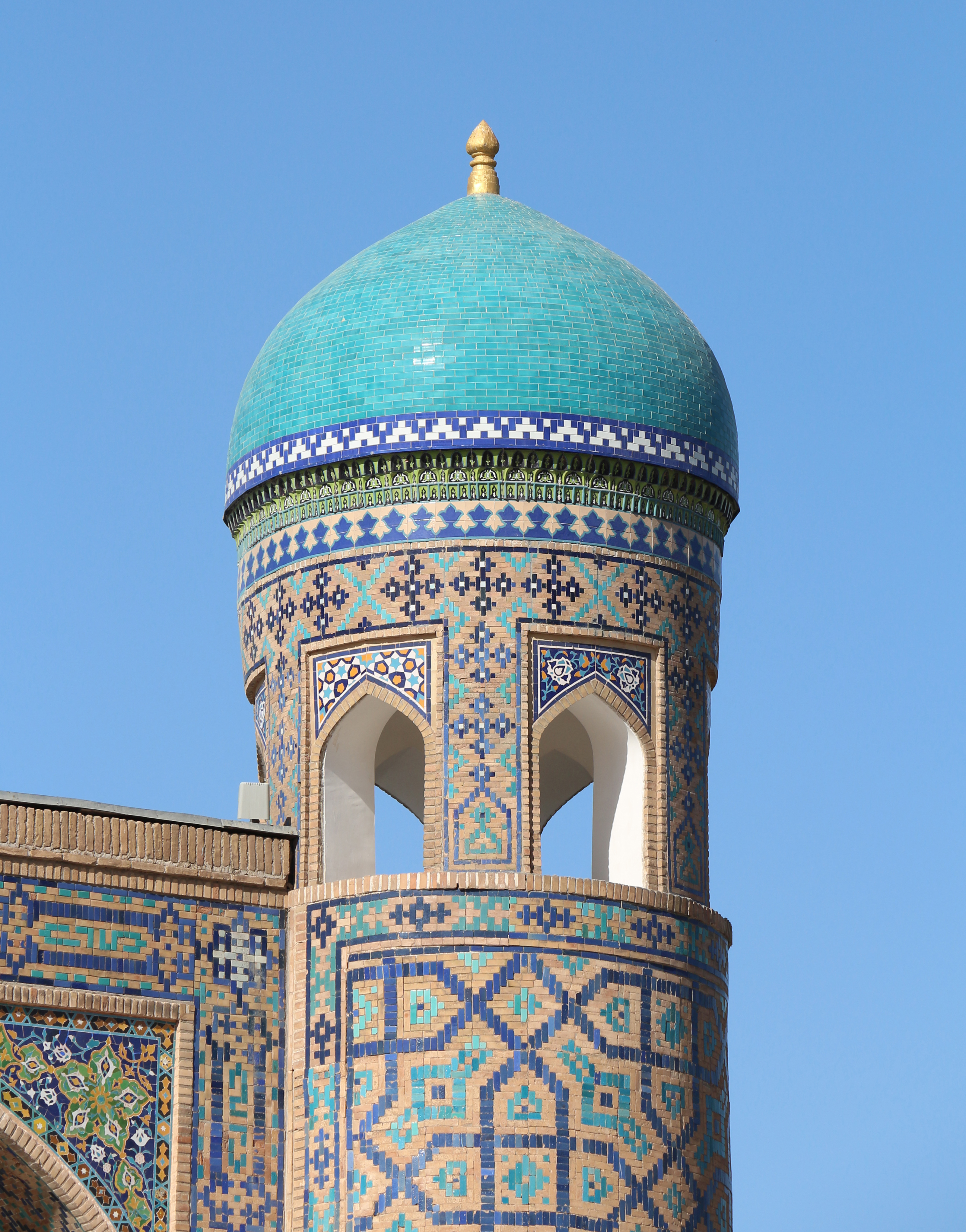
Un des minarets de la médersa
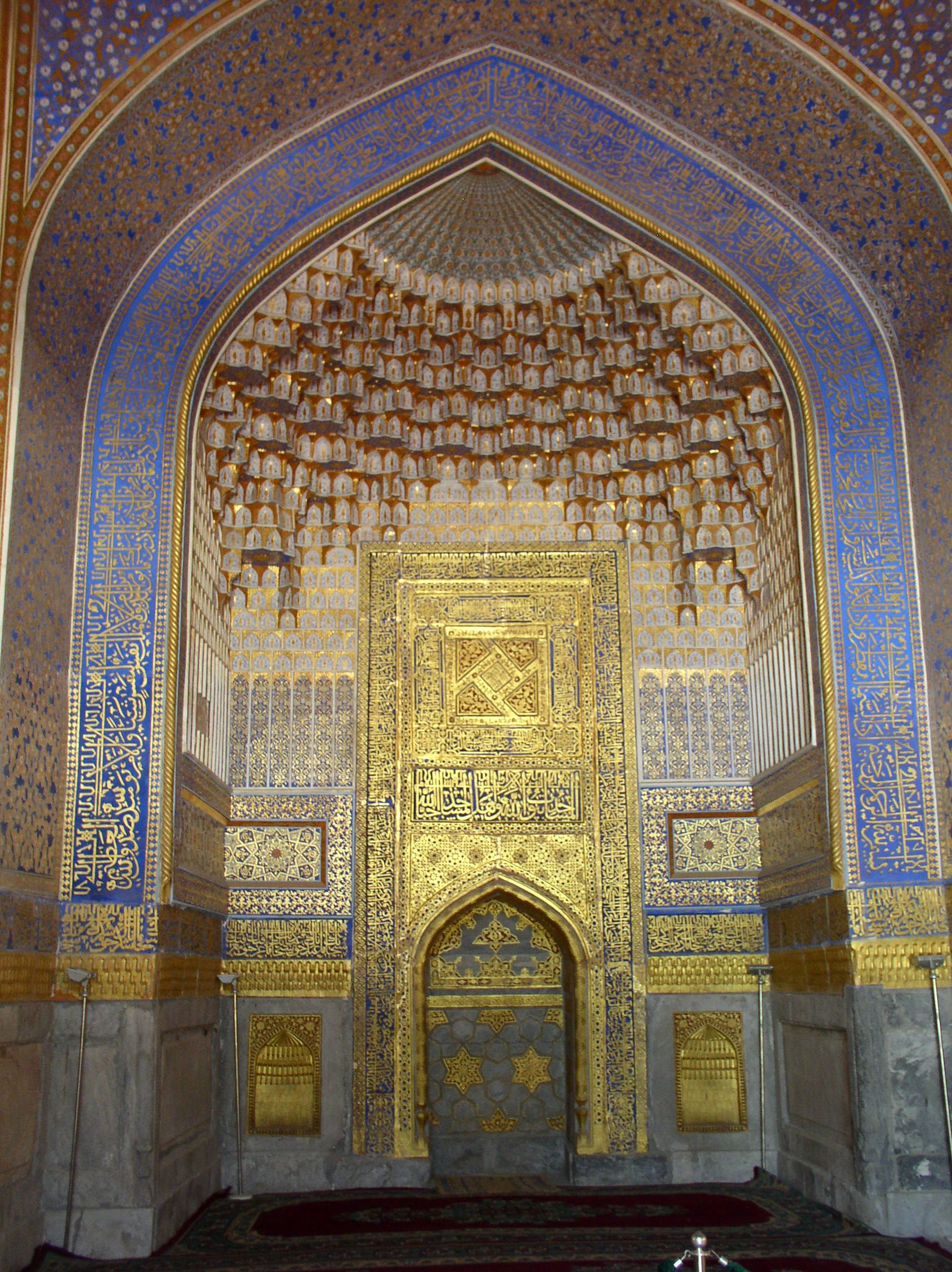
Le mihrab de la mosquée
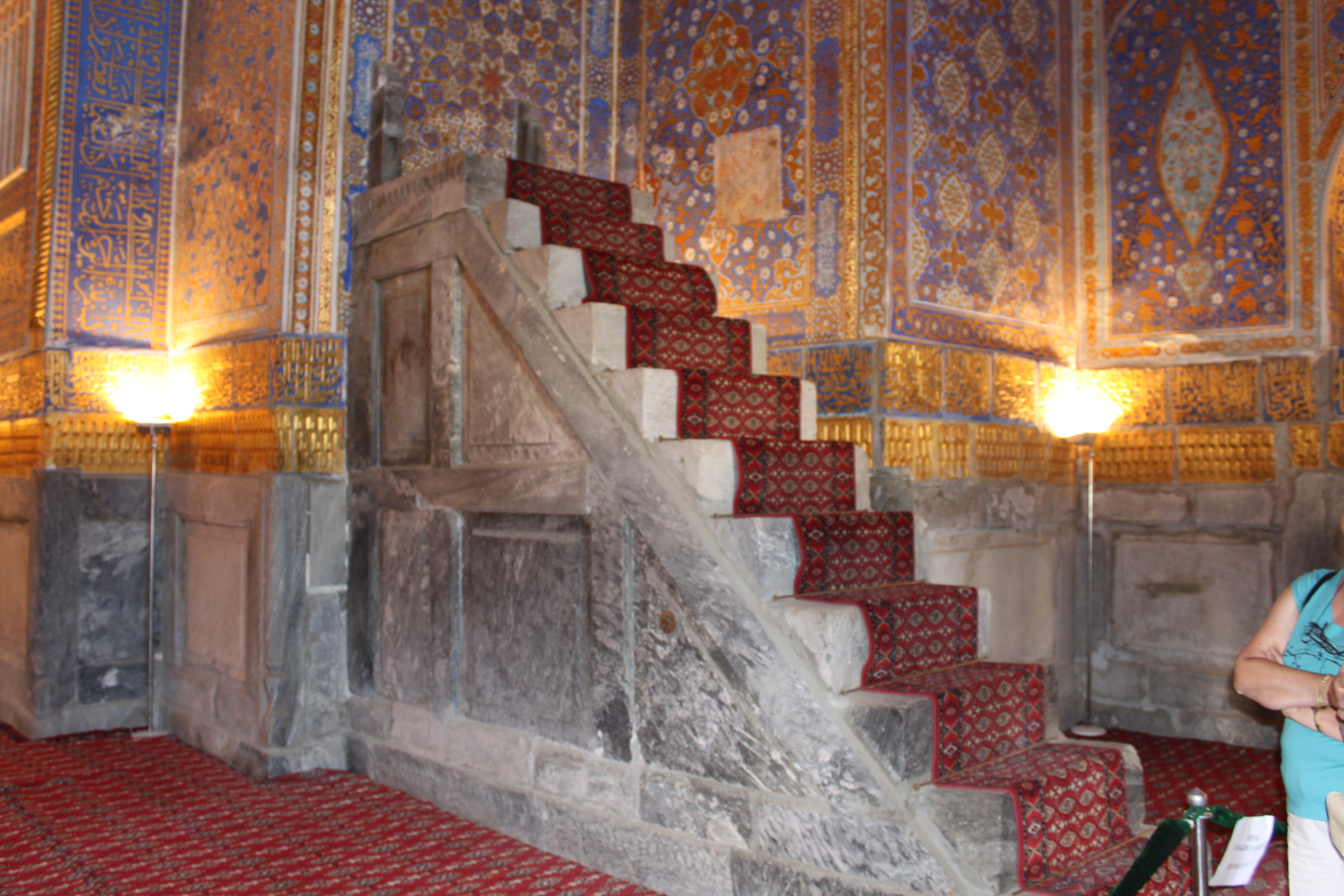
Le minbar de la mosquée

La médersa Tilla-Kari est située dans la partie nord de la place du Régistan et complète un ensemble architectural de trois médersas orienté au sud avec la médersa Cher-Dor et la médersa Ulugh Beg . Elle présente une structure carrée d'une superficie de 75 × 75 m. L'architecte, qui appartenait à l'école d'architecture de la ville de Boukhara, n'a pas copié aveuglement les dimensions des deux autres bâtiments de la place. Il a réalisé une composition composite et, en étirant les deux ailes de la façade principale, il a donné à la place un aspect fermé. Ce changement de proportion de la façade principale a eu une autre conséquence : la médersa Tilla-Kari , alors qu'elle est l'élément central de la composition, ne semble pas aussi massive et n'attire pas trop l'attention, comme si elle était la toile de fond des deux autres médersas plus monumentales.
La façade de la médersa est du style de Boukhara. Elle se compose d'un portail (pishtak) central et de deux ailes comprenant deux niveaux de niches associées à 16 khoudjrs (quatre sur deux niveaux, soit huit de chaque côté). La symétrie de la façade est soulignée par les tours d'angles qui peuvent remplir le rôle de minarets. Le portail principal est percé d'une niche profonde au pied de laquelle se trouvent trois passages vers la cour. Sur la cour spacieuse s'ouvrent les niches de deux niveaux de cellules (khoudirs). Du côté ouest de la cour se trouve la mosquée surmontée d'un dôme. À l'intérieur se trouve le mihrab en marbre doré et un minbar également en marbre à onze niveaux de marches.
La médersa a reçu son nom de couverte d'or du fait de ses reliefs dorés par placage à l'or. Les murs, le dôme, le mihrab, sont décorés de motifs floraux rouge et or sur fond bleu. La mosaïque et la maïolique sont couvertes de motifs géométriques, épigraphiques et aussi végétaux. L'intérieur de la salle de la mosquée est particulièrement impressionnant par sa décoration. De même, le haut portail et les deux niveaux de cellules couverts de motifs floraux entrelacés et de symboles solaires.

## Photos

Extérieur de la médersa Tilla-Qari
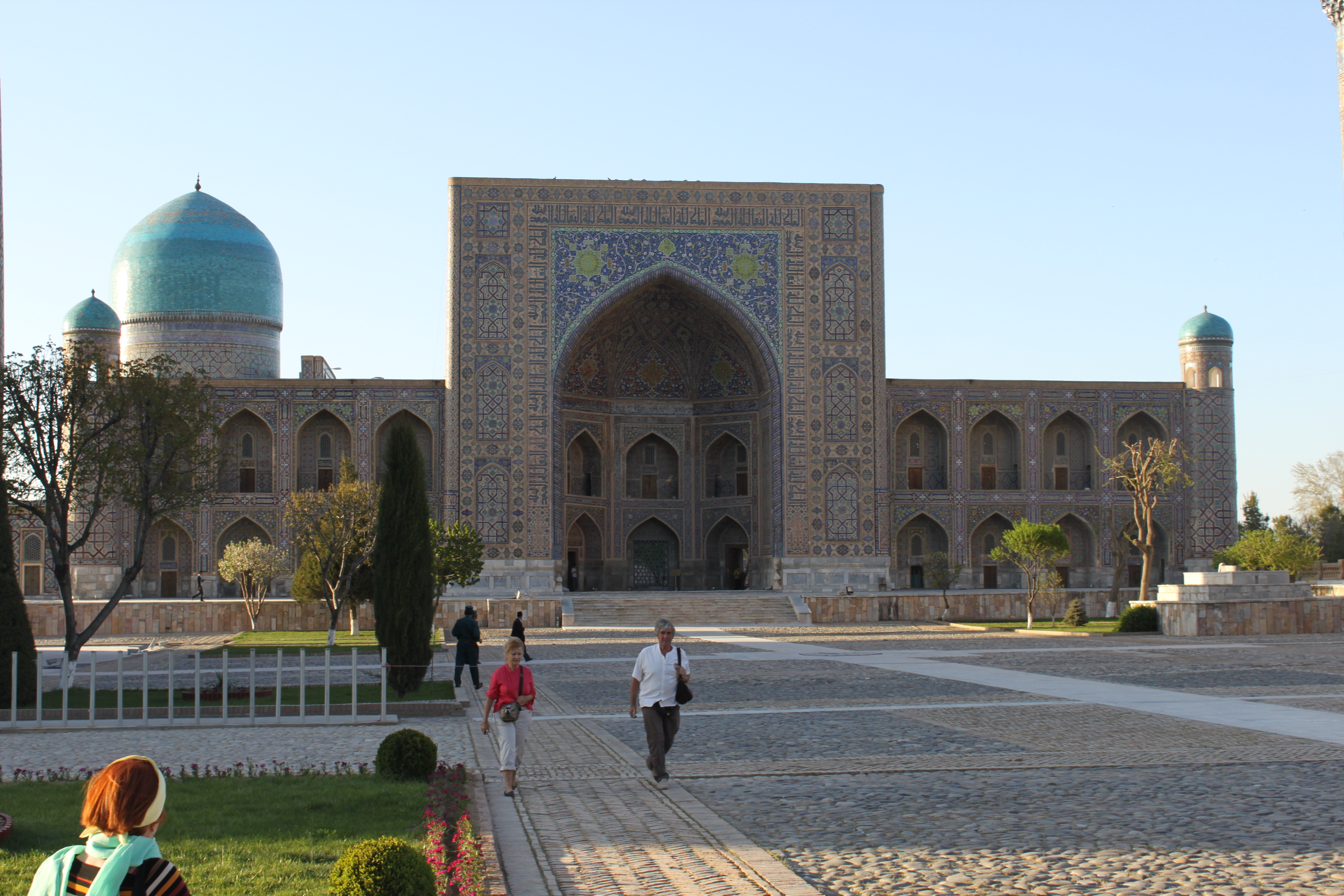
Vue extérieure de la médersa Tilla-Qari.
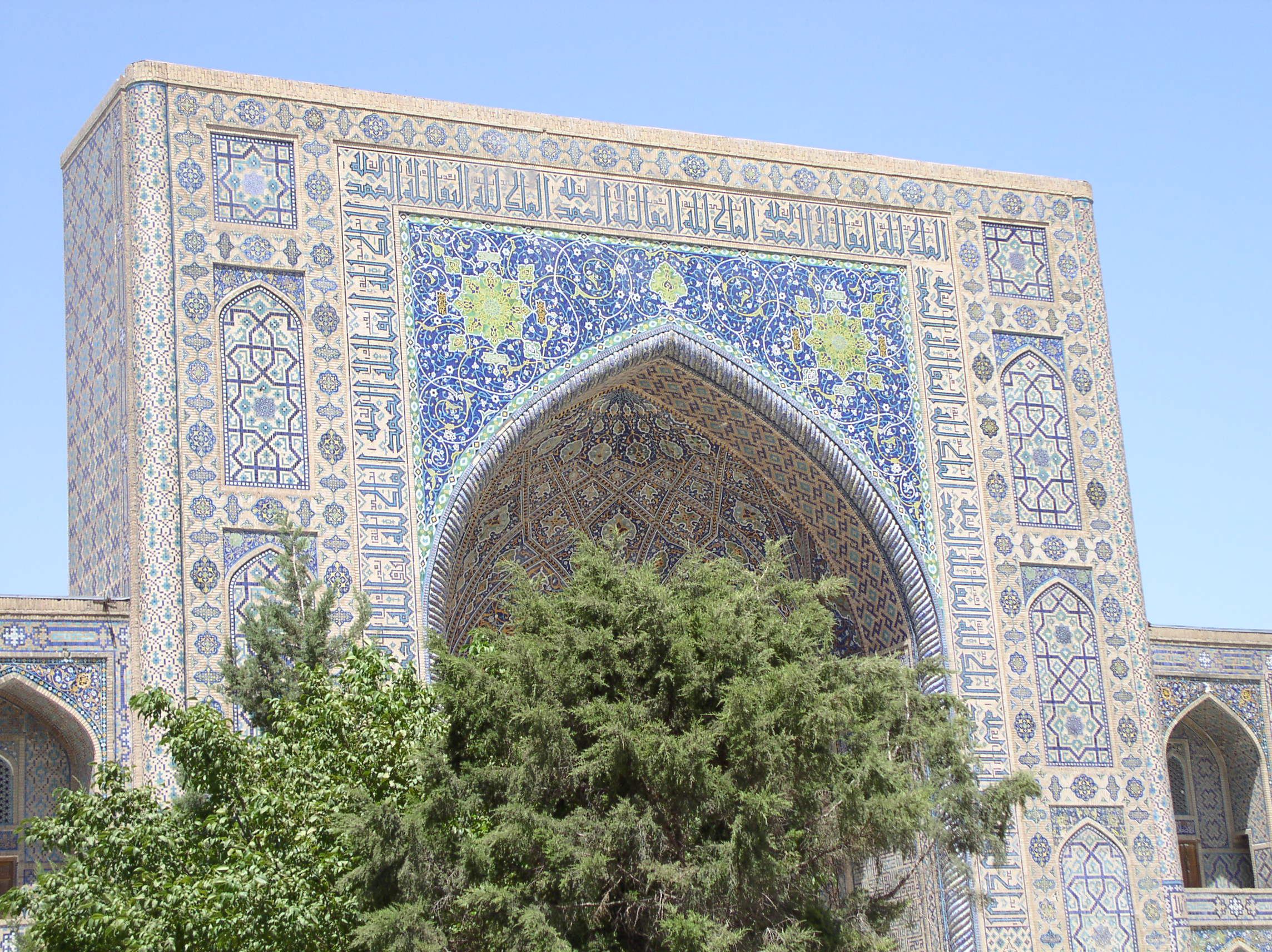
Détail du pishtak de la médersa Tilla-Qari.
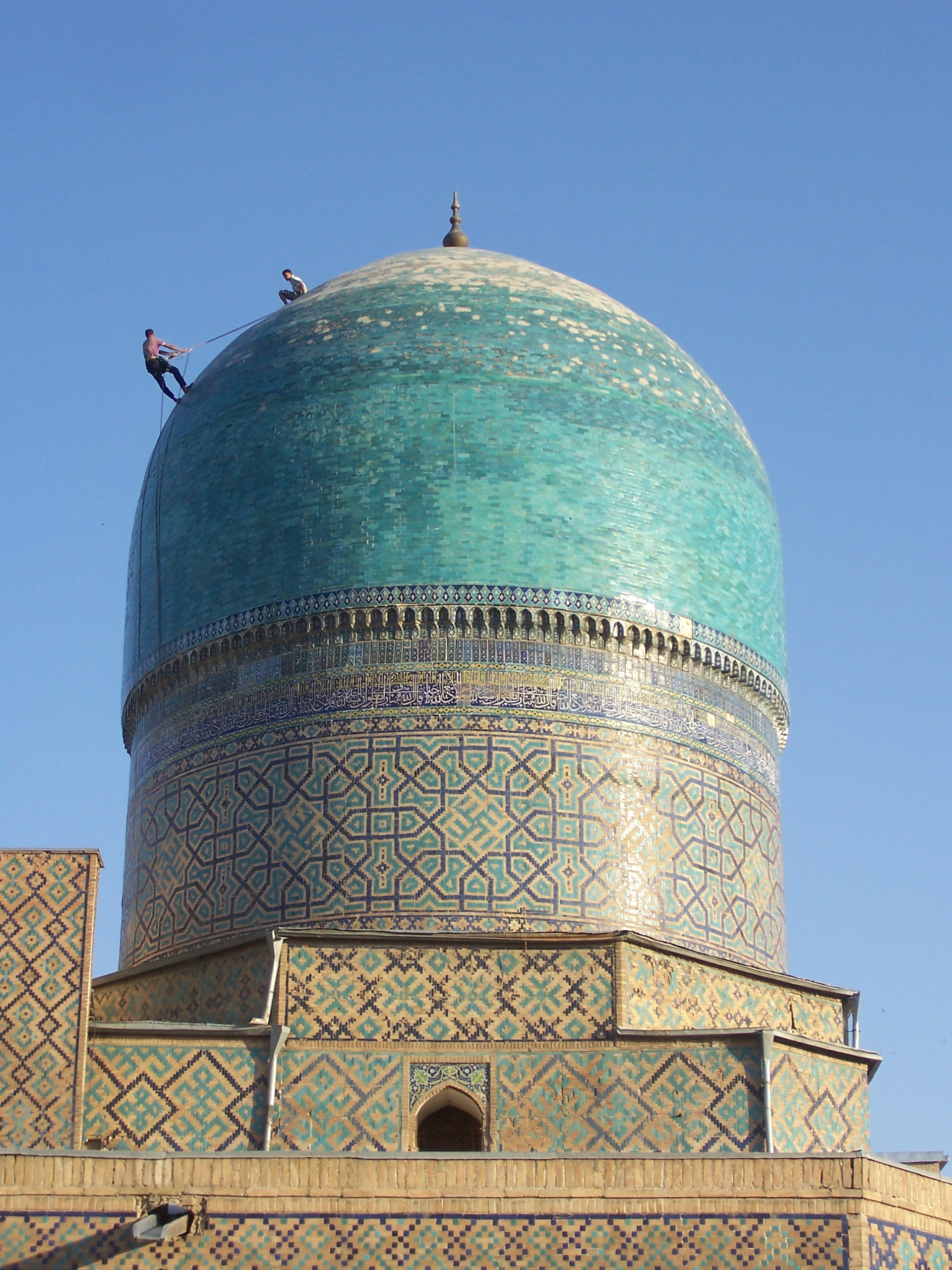
Le dôme de la médersa Tilla-Qari.
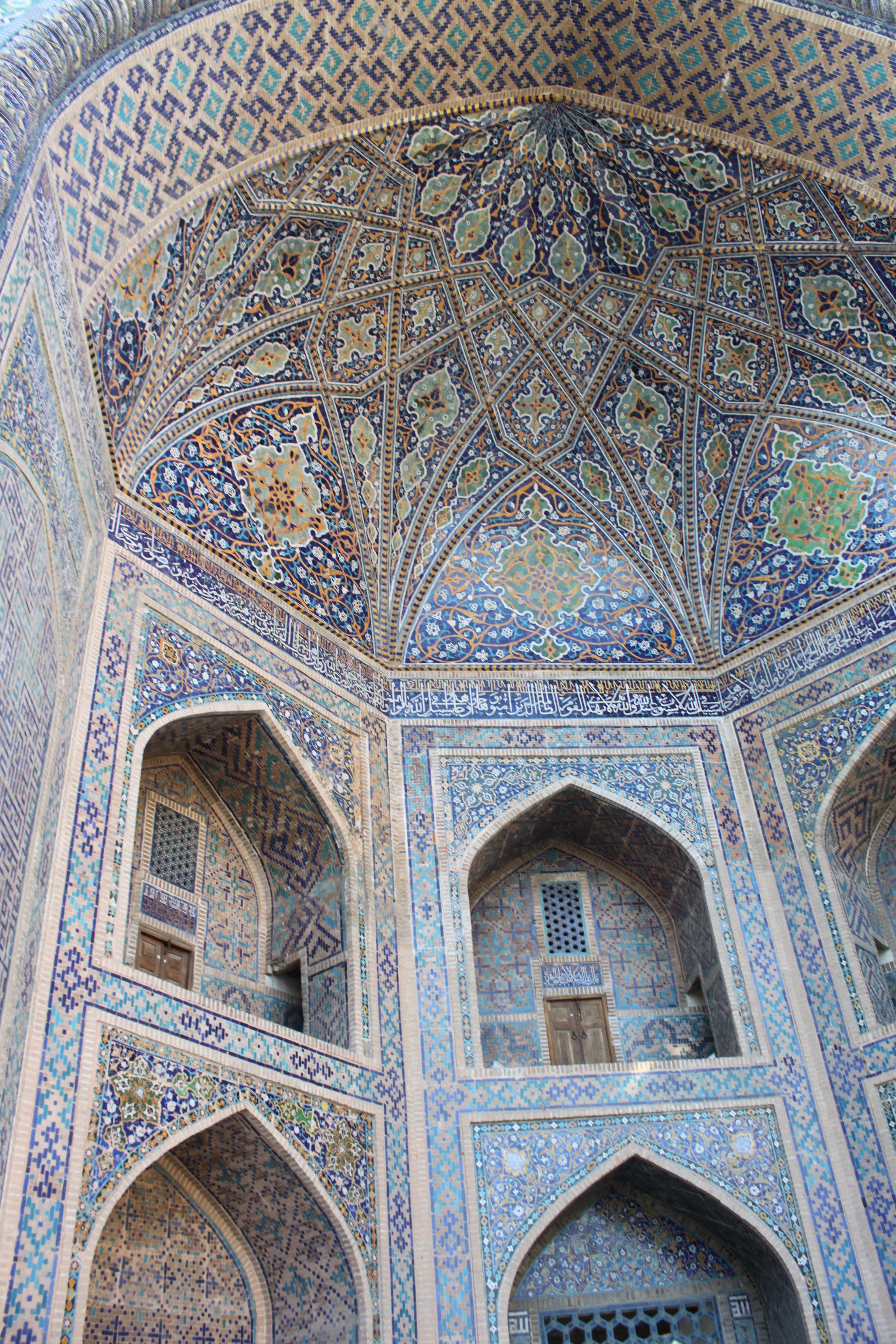
Détail du pishtak de la médersa Tilla-Qari.
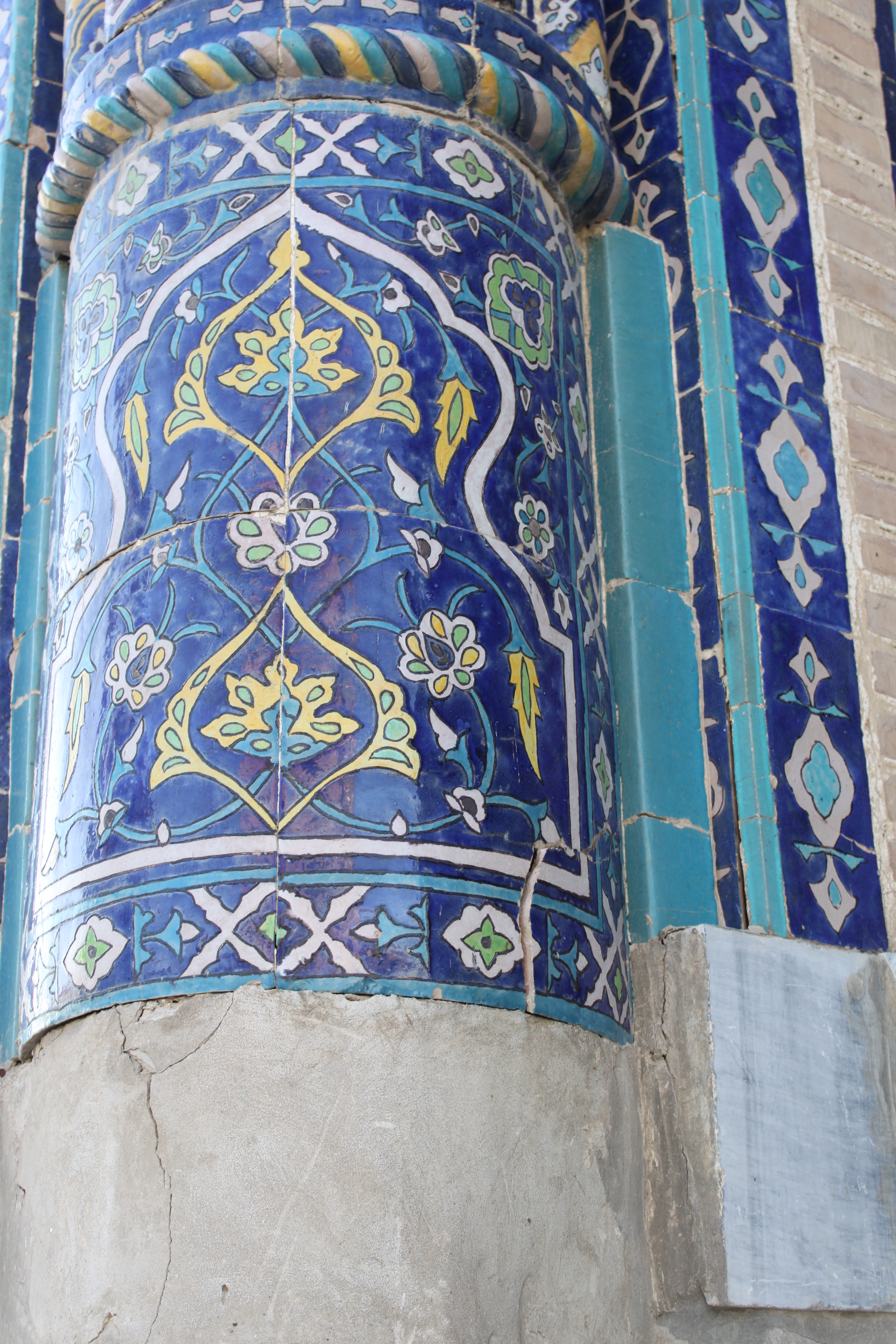
Détail d'une colonne encadrant le pishtak de la médersa Tilla-Qari.
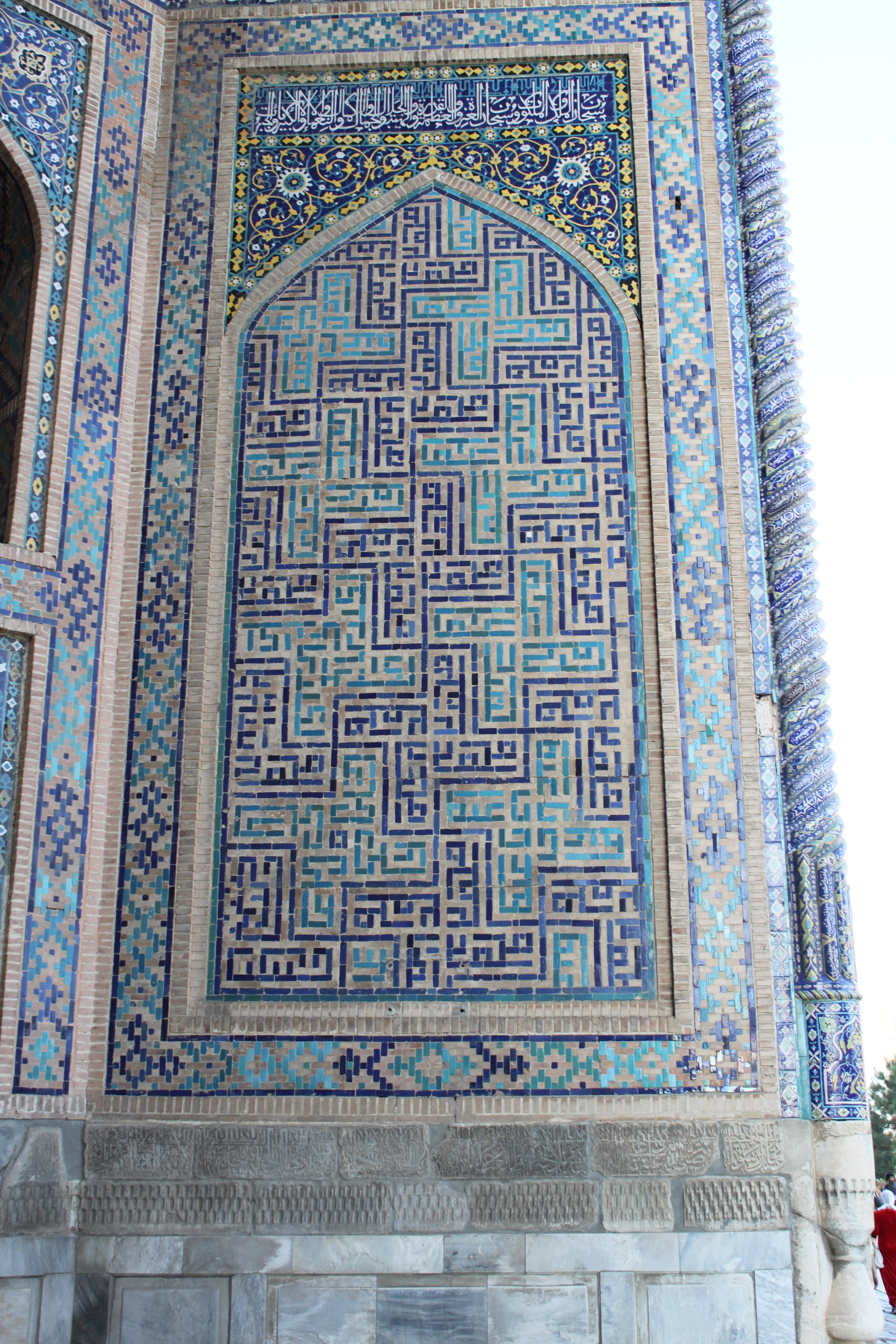
Paroi latérale du pishtak de la médersa Tilla-Qari (inscriptions style bannaï).

Intérieur de la médersa Tilla-Qari
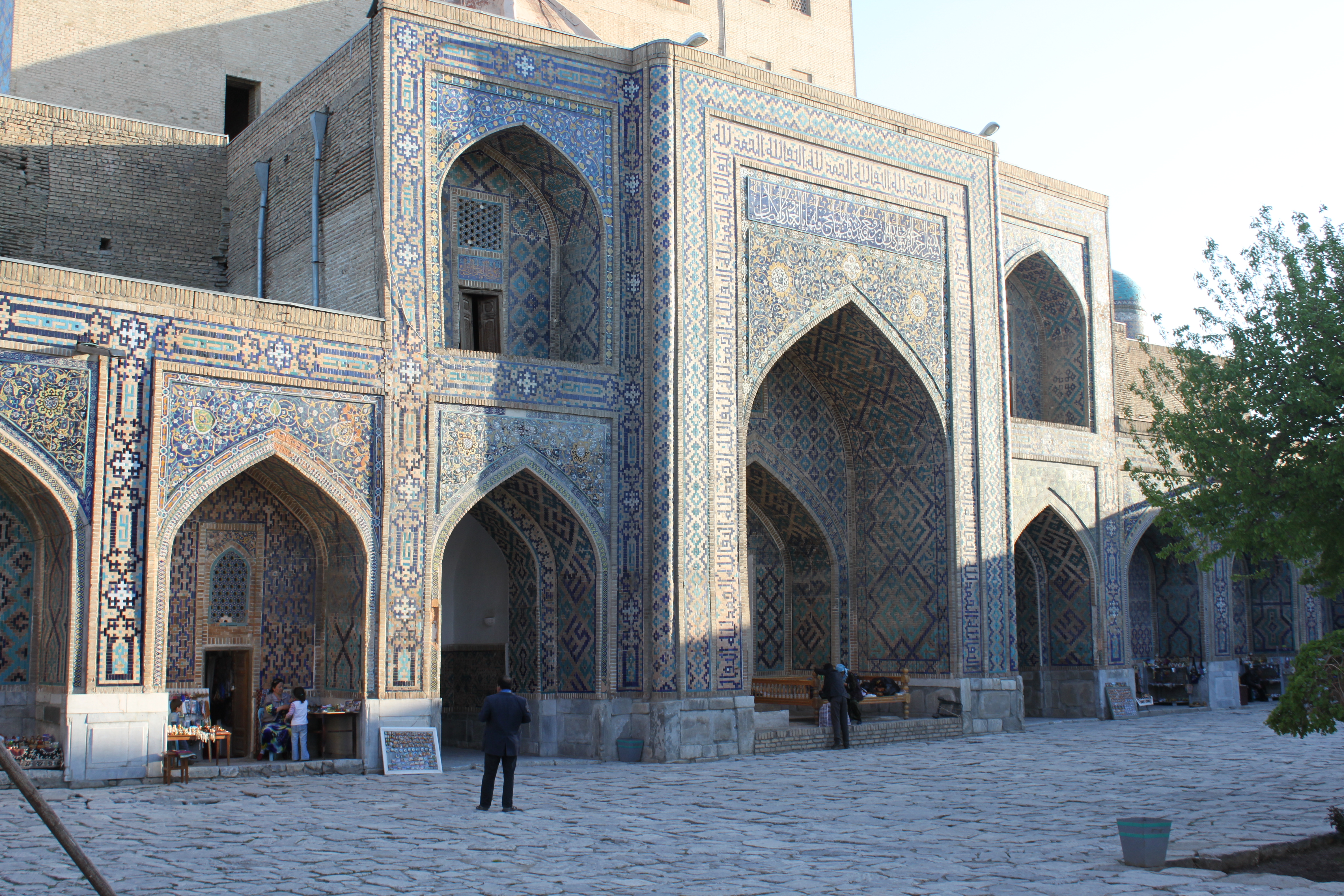
Cour intérieure derrière le portail principal de la médersa Tilla-Qari.
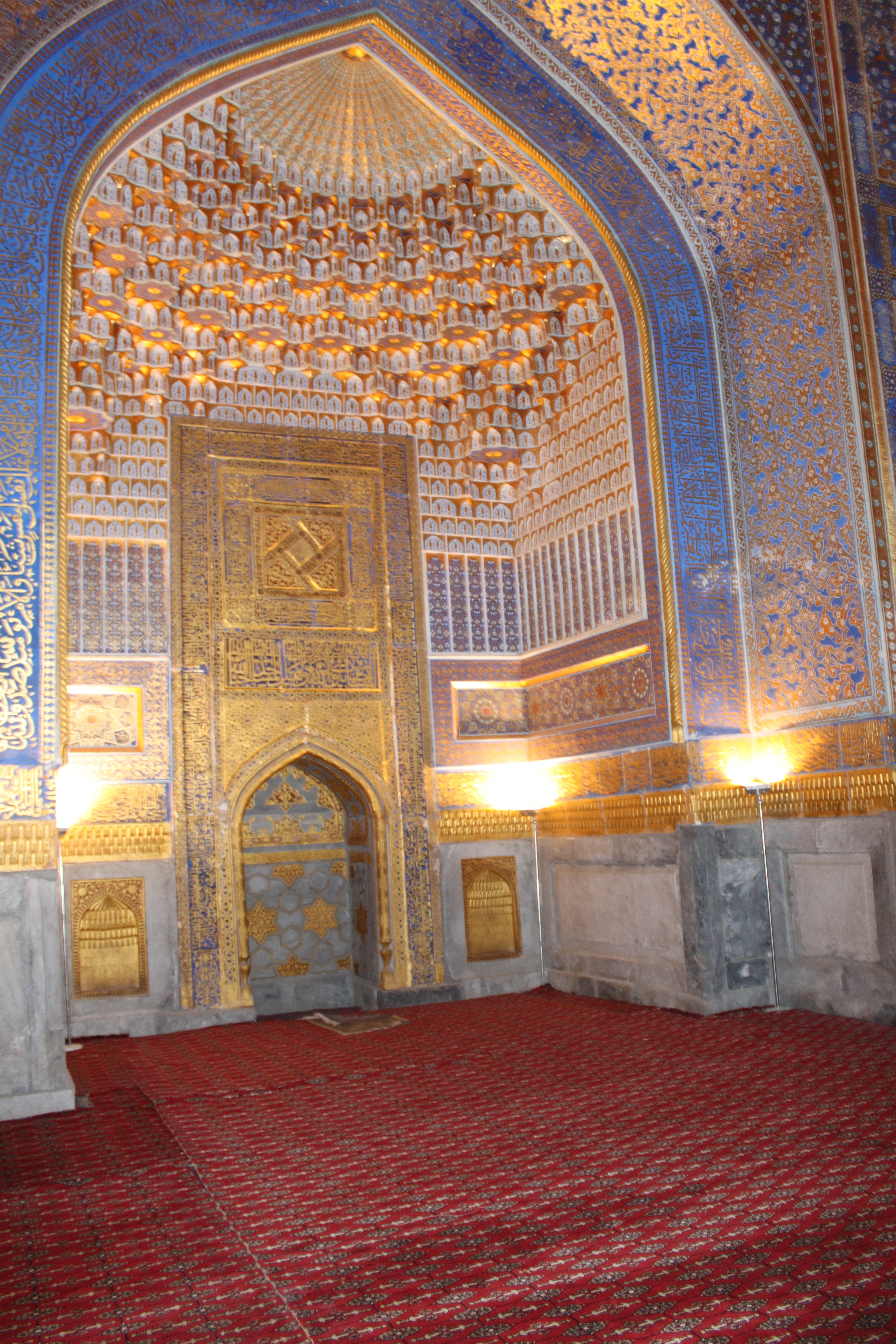
Mihrab de la mosquée de la médersa Tilla-Qari.
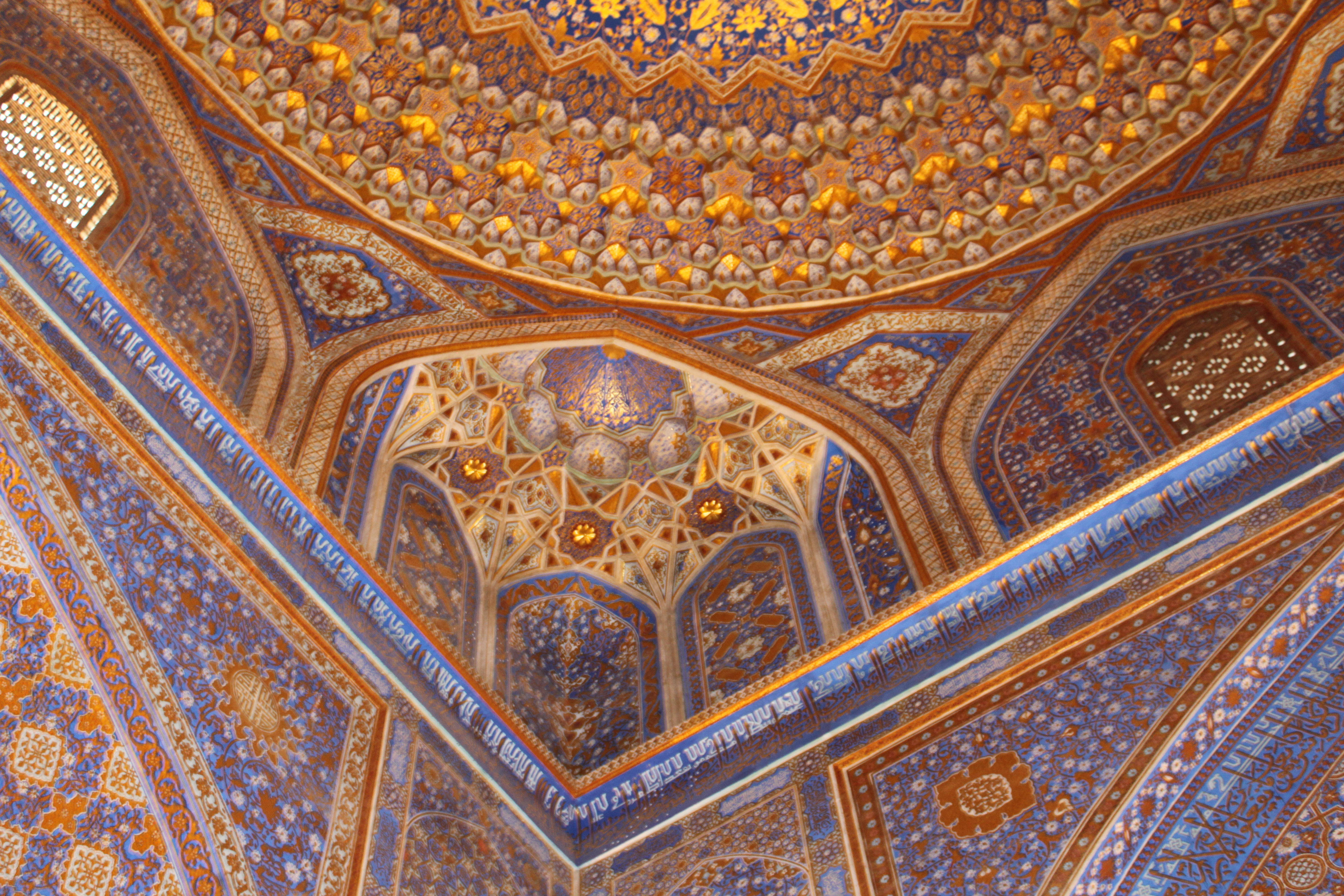
Plafond de la mosquée de la médersa Tilla-Qari.
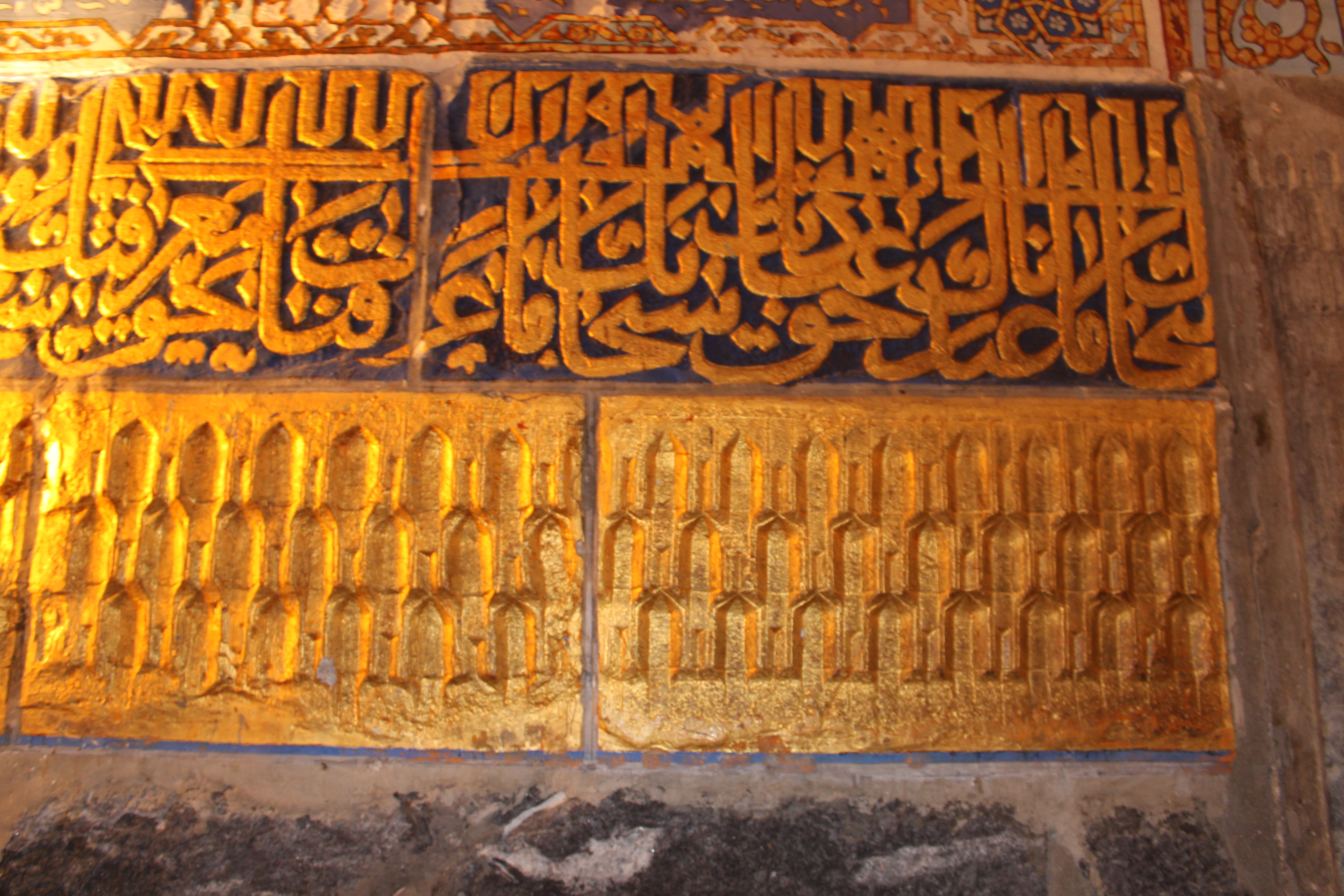
Détail de la décoration du mihrab de la mosquée de la médersa Tilla-Qari.
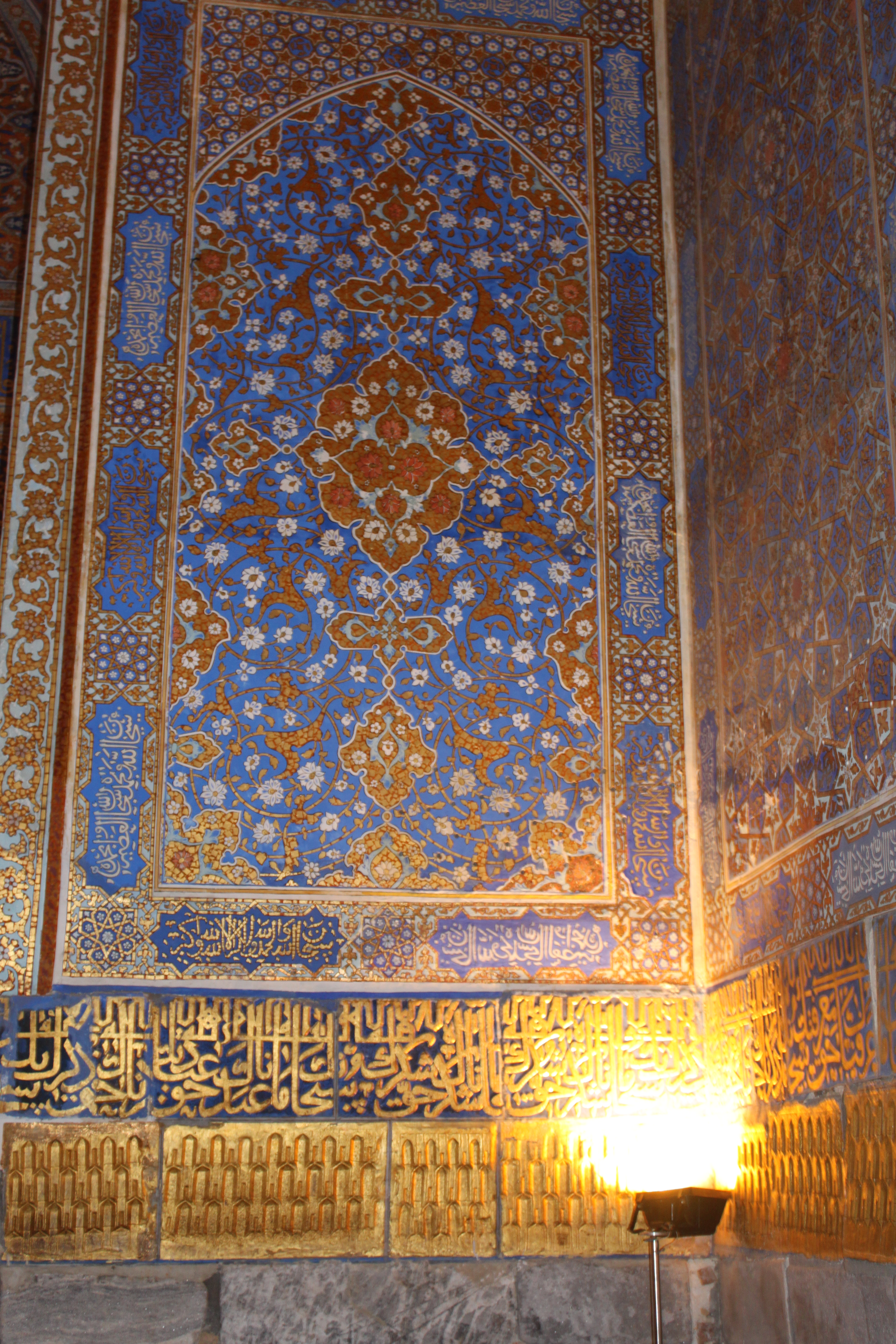
Paroi latérale du mihrab de la médersa Tilla-Qari.
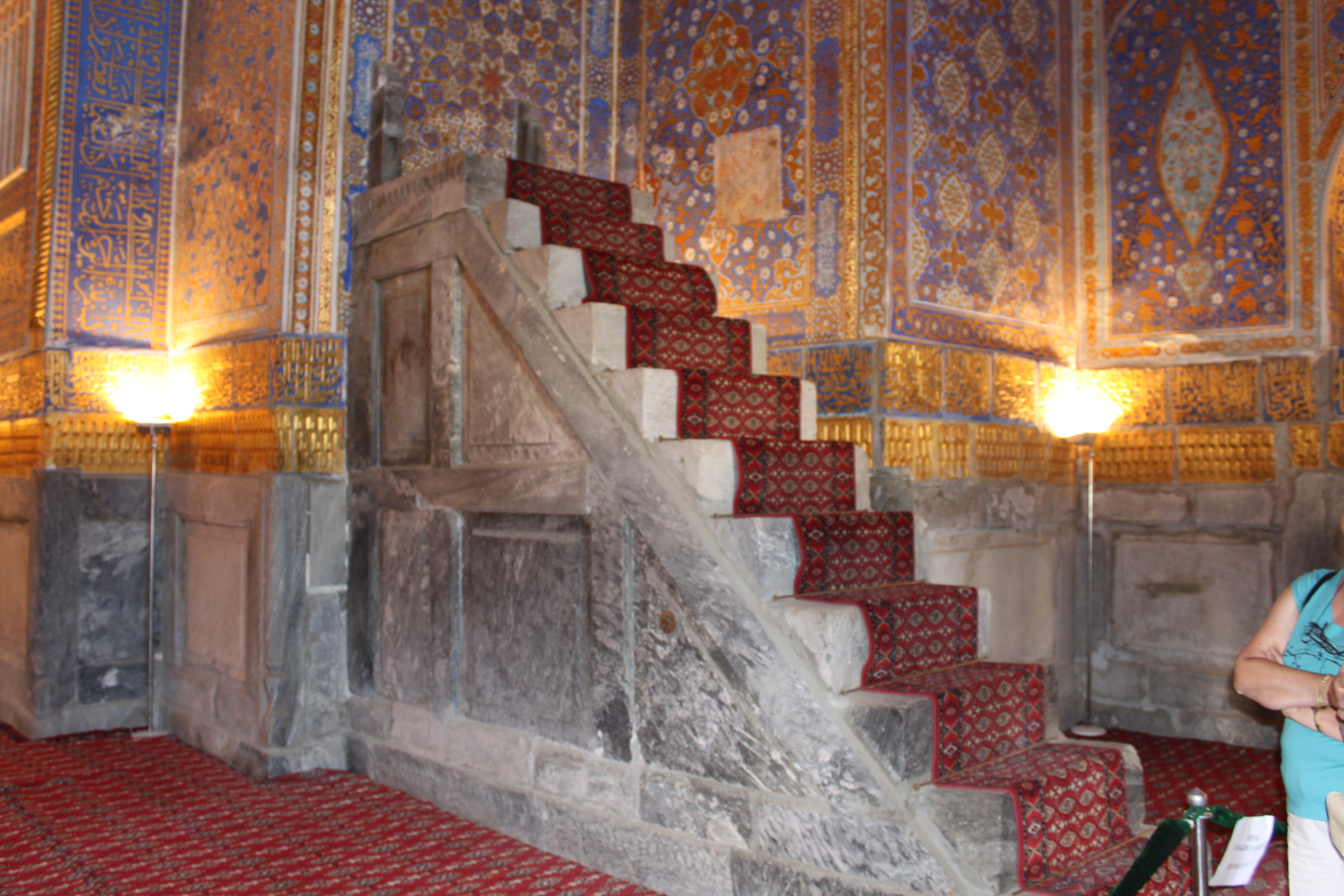
Autour du minbar de la médersa Tilla-Qari.